# Lopon Tsechu Rinpoche
Lopon Tsechu Rinpoche (1918, Bután – 10 de junio de 2003, Bangkok) fue un maestro del budismo tibetano, ampliamente reconocido en los Himalayas, con muchos estudiantes en Oriente y Occidente.
Desde niño fue ordenado como monje en el monasterio Phunaka Dzong en Bután. Se entrenó con importantes maestros de las principales escuelas del budismo tibetano, especialmente la Drukpa Kagyu y la Karma Kagyu. Luego de encontrarse con su santidad 16.º Gyalwa Karmapa en Bután en 1944, Lopon Tsechu Rinpoche se convirtió en uno de sus estudiantes más cercanos y recibió de él la transmisión del linaje Karma Kagyu. Su relación fue tan cercana que el Karmapa 16 una vez dijo: "Si yo soy el Buda, Lopon Tsechu es mi Ananda".

## Actividad
Desde su centro en Katmandú (Nepal) y luego de la ocupación del Tíbet por China, Lopon Tsechu fue una figura clave en nutrir el desarrollo del budismo en Nepal.
Ejerció una formidable influencia a través de las diversas comunidades budistas en Nepal y fue respetado como un gran lama y como un hábil político.
Lopon Tsechu fue el primer maestro de Lama Ole Nydahl, uno de los más prolíficos maestros budistas occidentales, y fue la mayor influencia para el trabajo de Lama Ole de establecer en Occidente el "Budismo del Camino del Diamante".
Por invitación de Ole Nydahl, Rinpoche visitó por primera vez Occidente en 1988 para dar enseñanzas y transmisiones a varios estudiantes.
Por los diecinueve años siguientes Lopon Tsechu inspiró a miles de personas en Europa, Unión Soviética y Estados Unidos. 
En 1997 Rinpoche inauguró el Buddha Dharma Centre, un monasterio cerca del gran stupa de Swayambhu (en Katmandú).
Lopon Tsechu construyó muchas estupas, monumentos que simbolizan la iluminación del Buda, tanto en Oriente como en Occidente. La joya que coronó su carrera y uno de sus grandes legados es el Stupa de la Iluminación en Benalmádena (España).
Inaugurada en 2003, tiene una altura de 33 metros, haciéndola el stupa más grande del mundo occidental.
Murió el 10 de junio de 2003, a los 86 años de edad.
Fue uno de los últimos monjes de una generación de lamas entrenados en el antiguo Tíbet. Lama Ole Nydahl describió la muerte de Rinpoche con la metáfora de "un gran roble que cayó en el bosque".